# 율리시스장수풍뎅이
율리시스장수풍뎅이(Xylotrupes ulysses)는 장수풍뎅이아과에 속하는 오스트레일리아 토종 장수풍뎅이의 한 종이다.

## 사진

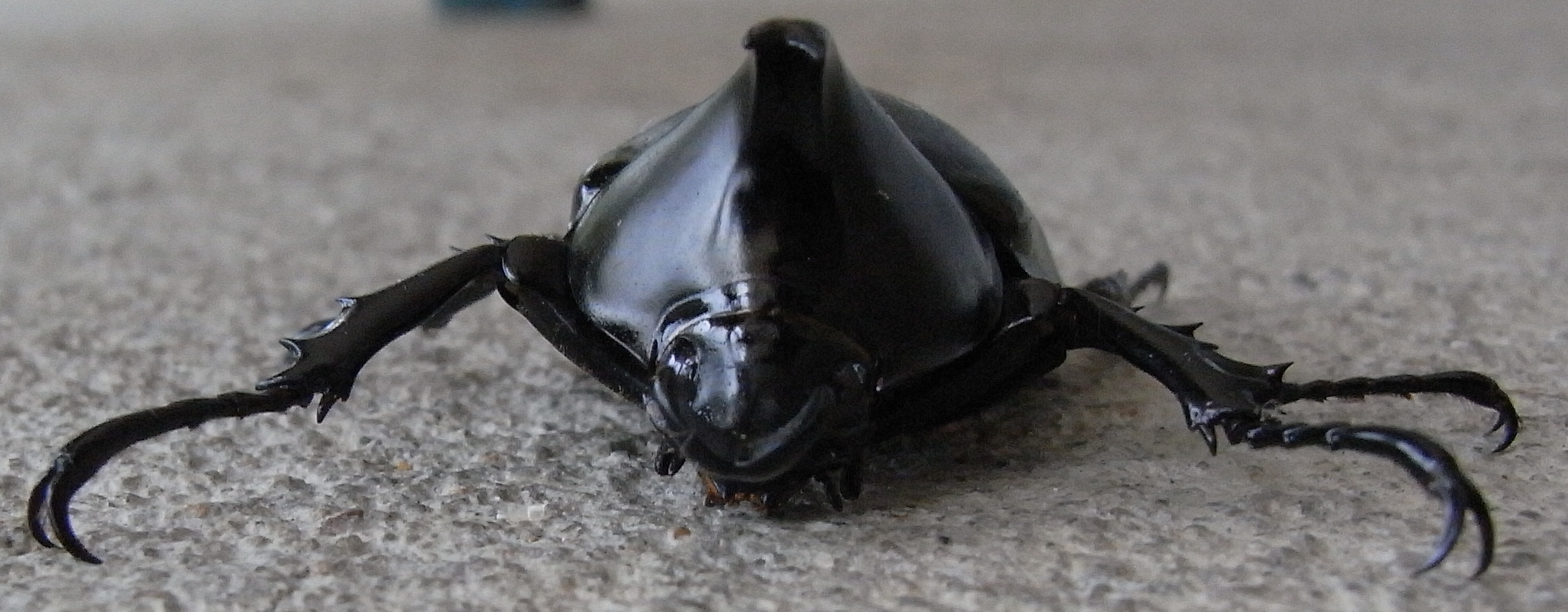
율리시스장수풍뎅이 정면
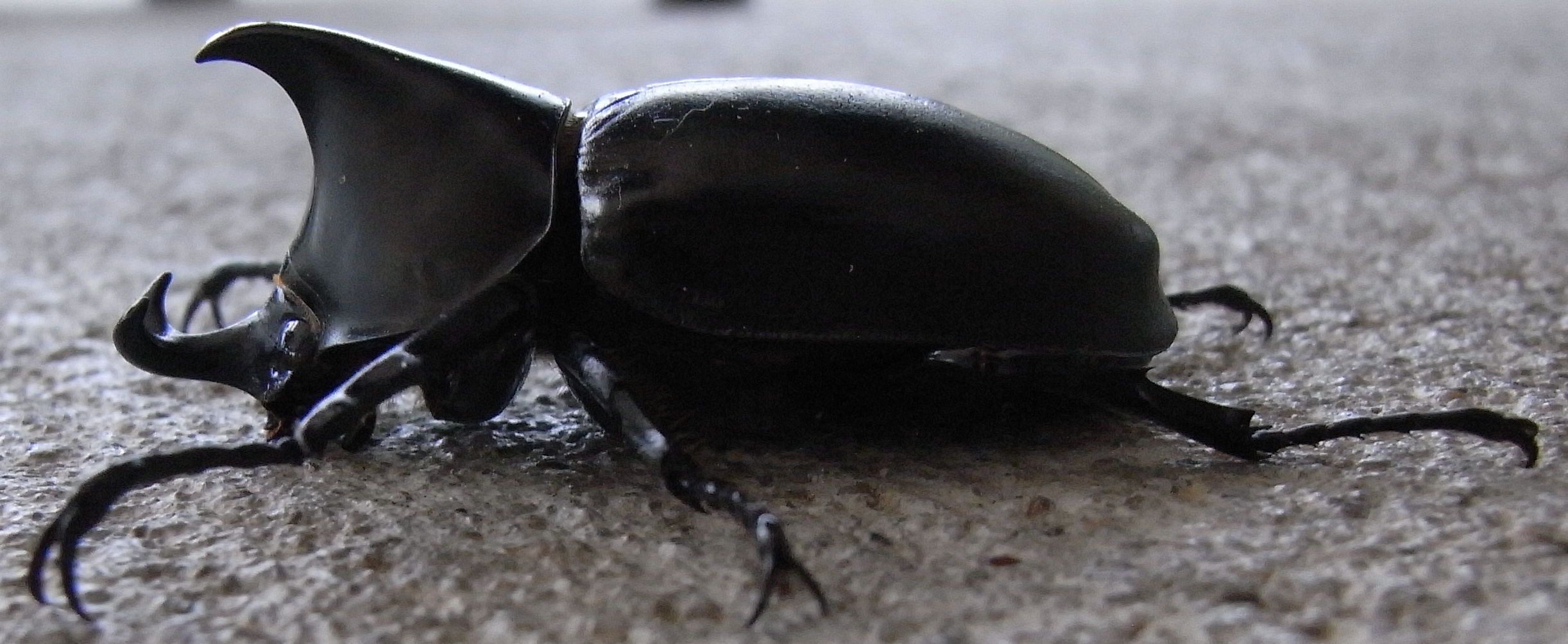
율리시스장수풍뎅이 측면
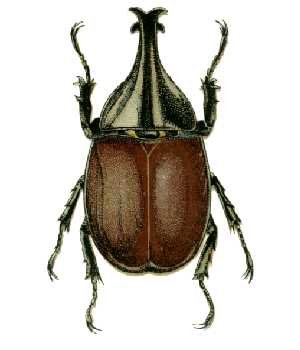
율리시스장수풍뎅이

## 같이 보기
- 기데온장수풍뎅이